# Jardín Liyuan
El jardín Liyuan (en chino, 蠡园) o en pinyin, lǐyuán, es un parque y jardín botánico de 8,2 hectáreas de extensión que se encuentra próximo al Lago Taihu y a la ciudad de Wuxi en la provincia de Jiangsu de China.
Liyuan son los principales atractivos de una de las zonas del pintoresco lago Taihu, es una de las principales atracciones turísticas tradicionales de la ciudad de Wuxi. 

## Localización
El "Jardín Liyuan", se encuentra situado en la orilla de Lago Li. 
Jardín Liyuan Wuxi Jiangsu, China.
Planos y vistas satelitales.31°31′10.34″N 120°15′16.52″E / 31.5195389, 120.2545889
- Altitud 10 m s. n. m.
- Temperatura media anual 19.7 °C
- Promedio de lluvia anual 1143 mm.

## Historia
En la orilla del Lago Li. Nombrado en honor de Fan Li, un alto funcionario del Estado Yue durante el periodo de las Primaveras y Otoños, quien se retiró a su ciudad natal después de derrotar al Estado Wu. 

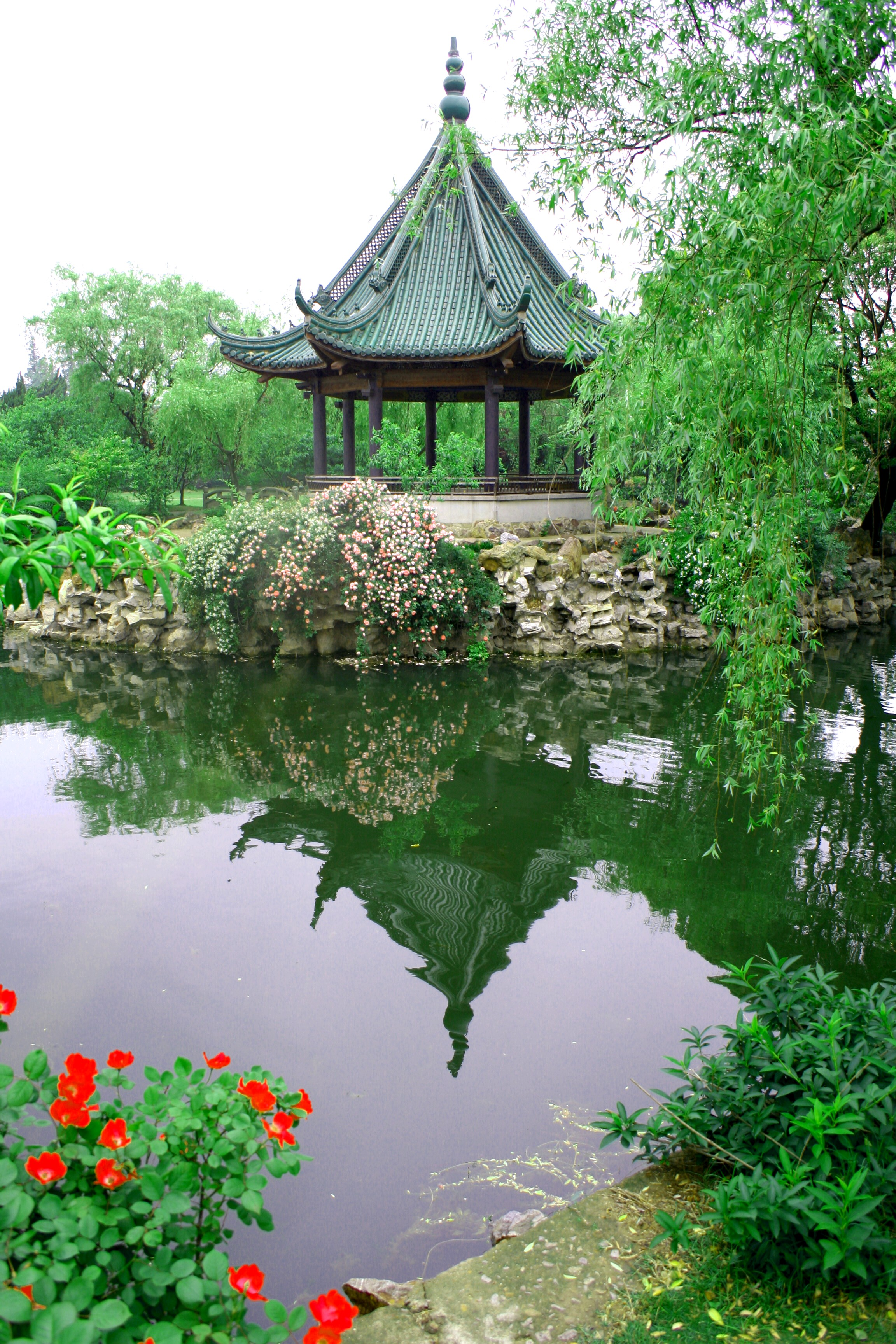
Pabellón en el jardín.

Un día fue a navegar en lo que entonces se llamaba lago Wuli acompañado de una de las mujeres más bellas de la antigua China con nombre Xi Shi. Posteriormente se decidió nombrar al lago en su honor, llamándolo Lago Li. 
El jardín construido por Fan Li en la orilla del lago Li fue llamado Jardín Liyuan.
De 1927 a 1936, la comunidad empresarial de Wang Yu Qing, Wang Kang Yuan y su hijo junto con el pueblo y usando la base original de los jardines existentes, construyeron el actual Liyuan. 
En 1930 el hombre de negocios Chen Meifang pariente real tras hacerse rico lo adquiere, y en  su lado oeste inicia la construcción de la "aldea de pescadores" de Shanghái, también conocido como "Race Liyuan". 
En el 1952, el nuevo gobierno se fusionó los dos parques, y fue abierto al público como un solo parque, y se realizó la ampliación del paseo Liyuan de unos 200 metros, por el cual Liyuan está conectado con el pueblo de pescadores próximo.

## Colecciones
Alberga una montaña artificial, paseos por la orilla occidental centrales y quioscos de temporada, así como el paseo marítimo oriental de los mil pasos (longitud 289 m), el pabellón de capa ondeando y el Distrito fantasma construido en 1982 como una extensión del jardín. 
El Pabellón de las cuatro estaciones fue construido en 1954 que en realidad son 4, los pabellones de verano, otoño, invierno y primavera. En el jardín hay diversas especies de ciruelos ornamentales, variedades de Nerium oleander de floración en verano, plantados en otoño los osmanthus, numerosas Nymphaeas y plantas acuáticas, los quioscos rodeados de especies de plantas que florecen hasta inicios de invierno. 
El paseo junto al lago y la torre de la primavera adyacente de pequeño tamaño, son un signo identificativo de Liyuan.

## Servicios
- Salas de exposiciones
- Restaurantes
- Puestos de venta